# House of Fears
House of Fears ist ein US-amerikanischer Horror-Thriller aus dem Jahr 2007.

## Handlung
Samantha und Hailey sind Stiefgeschwister, die sich nicht leiden können. Ihre Eltern lassen sie aber nur gemeinsam eine Party besuchen. Auf der Party beschließen sie, mit ihren Freunden ein Geisterhaus zu besuchen, in dem ihre Freunde einer nach dem anderen umgebracht werden.

## Kritiken
„Urängste holen Jugendliche ein, die über Nacht in ein sogenanntes Funhouse, also eine milde amerikanische Ausgabe einer Geisterbahn, einsteigen, in diesem konventionellen B-Horrorfilm nach dem Bodycount-Prinzip ohne inhaltliche Überraschungen oder (im direkten Vergleich) allzu übertriebenes Blutvergießen. Solide Darsteller der zweiten Reihe füllen einigermaßen fehlerfrei die paradierenden Klischeefiguren und gehen nach kurzer Einführung einem sicheren Tod entgegen, der hier nicht immer so kreativ ausfällt, wie sich mancher Bluthund das vermutlich wünschen würde.“